# Каван (Приморје)
Каван (фр. Cavan) је насељено место у Француској у региону Бретања, у департману Приморје.
По подацима из 2011. године у општини је живело 1438 становника, а густина насељености је износила 87,68 становника/km².

## Демографија
| 1962. | 1968. | 1975. | 1982. | 1990. | 2011. |
| ----- | ----- | ----- | ----- | ----- | ----- |
| 935   | 844   | 854   | 1.025 | 1.080 | 1.438 |